# Benatae
Benatae és un municipi de la comarca de Sierra de Segura, en la província de Jaén (Espanya), de 586 habitants (INE, 2006).